# Hortlax landskommun
Hortlax landskommun var tidigare en kommun i Norrbottens län.

## Administrativ historik
Hortlax landskommun bildades den 1 januari 1918 genom en utbrytning ur Piteå landskommun. Kommunreformen 1952 påverkade inte indelningarna i området, då varken Västerbottens eller Norrbottens län berördes av reformen. 1967 uppgick Hortlax i Piteå stad, som fyra år senare ombildades till nuvarande Piteå kommun.

### Kyrklig tillhörighet
I kyrkligt hänseende tillhörde kommunen Hortlax församling.

## Kommunvapen
Hortlax landskommun förde inte något vapen.

## Geografi
Hortlax landskommun omfattade den 1 januari 1952 en areal av 319,12 km², varav 291,83 km² land. Efter nymätningar och arealberäkningar färdiga den 1 januari 1954 omfattade landskommunen den 1 januari 1961 en areal av 362,08 km², varav 336,01 km² land.

### Tätorter i kommunen 1960
| Tätort       | Folkmängd |
| ------------ | --------- |
| Bergsviken   | 1 113     |
| Hortlax      | 602       |
| Jävre        | 507       |
| Hemmingsmark | 300       |
| Blåsmark     | 239       |

Tätortsgraden i kommunen var den 1 november 1960 57,9 procent.

## Politik

### Mandatfördelning i valen 1938-1962
| 17 | 5 | 3 |

| 25 |

| 17 | 4 | 4 |

| 25 |

|  | 16 | 6 | 2 |

| 23 |

| 17 | 5 |  | 2 |

| 23 |

| 17 | 3 | 2 | 3 |

| 21 | 4 |

| 17 |  | 4 | 3 |

| 22 |

| 18 | 4 |  | 2 |

| 23 |

### Fotnoter
1. 1 2  SCB Folkräkningen 1950 del 1 Arkiverad 29 oktober 2013 hämtat från the Wayback Machine. sida 18 & 190 i pdf:en
2. ↑  Per Andersson: Sveriges kommunindelning 1863-1993, Draking, Mjölby 1993, ISBN 91-87784-05-X, s. 98-99
3. ↑  Statistiska centralbyrån: Folkräkningen 1960 Del 1 Arkiverad 14 oktober 2013 hämtat från the Wayback Machine. sida 74 & 221 i pdf:en anm. till Norrbottens län not 3
4. ↑  SCB Folkräkningen 1960 del 2 Arkiverad 24 september 2015 hämtat från the Wayback Machine. sida 46 i pdf:en